# Spetaea lachenaliiflora
Spetaea lachenaliiflora là một loài thực vật có hoa trong họ Măng tây. Loài này được Wetschnig & Pfosser mô tả khoa học đầu tiên năm 2003.